# سيلفيا مارسو
سيلفيا مارسو (بالإسبانية: Sílvia Marsó)‏ هي ممثلة إسبانية، ولدت يوم 8 مارس 1963 في برشلونة في إسبانيا.

## روابط خارجية
- سيلفيا مارسو على موقع IMDb (الإنجليزية)
- سيلفيا مارسو على موقع ألو سيني (الفرنسية)
- سيلفيا مارسو على موقع قاعدة بيانات الأفلام السويدية (السويدية)
- سيلفيا مارسو على موقع قاعدة بيانات الفيلم (الإنجليزية)
- سيلفيا مارسو على موقع كينوبويسك (الروسية)

لم يتم العثور على روابط لمواقع التواصل الاجتماعي.